# Meriden (Kansas)
Meriden – miasto w Stanach Zjednoczonych, w stanie Kansas, w hrabstwie Jefferson.